# 歐洲漫畫
欧洲漫画是指在欧洲製作的漫画，最早可以追溯到19世紀。漫画画册是一种非常常见的印刷媒介。典型的画册采用大尺寸印刷，一般采用高质量的纸张和着色，通常为24x32厘米（9.4x12.6英寸），大约共有48-60页，但超过100页的例子也很常见。欧洲的漫画体裁各不相同，有幽默的冒险类漫畫，如丁丁歷險記和阿斯泰利克斯历险记，也有更多的成人题材漫畫，如泰克斯-威勒、迪波利克和索尔加尔。